# اوونایدا (تنسی)
اوونایدا(به انگلیسی: Oneida) شهری در ایالت تنسی کشور ایالات متحده آمریکا است که جمعیت آن در سرشماری سال ۲۰۱۰ میلادی، ۳٬۷۵۲ نفر بوده‌است.